# Planetenufer Dorsten

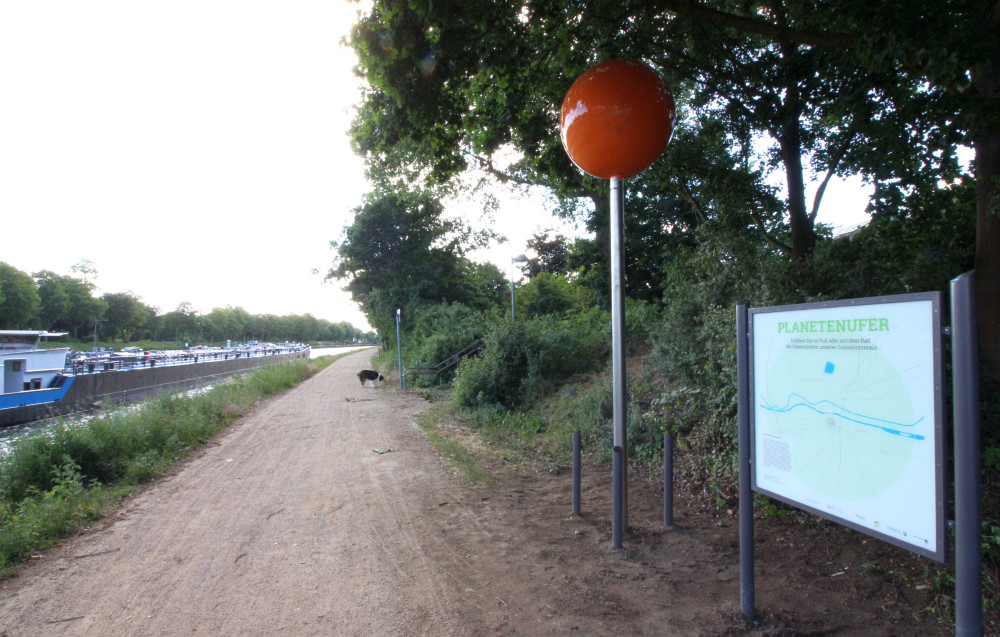
Anfang mit Tafel und Sonne

Das Planetenufer Dorsten ist ein 3,2 km langer Planetenweg in Dorsten, der am 10. Juni 2017 eröffnet wurde. Im Maßstab 1:1,4 Mrd. reihen sich ein 1 m großes Sonnenmodell und 8 Planetenstelen in entsprechendem Abstand. Auf ihnen sind 3 mm (Merkur) bis 102 mm (Jupiter) große Edelstahlhalbkugeln montiert. Die Erde besteht aus blauem Lapislazuli.
Der Standort der Sonne liegt zentral an der Hochstadenbrücke.  Von dort geht es entlang des Wesel-Datteln-Kanals. Deshalb trägt der Weg offiziell den Namen „Planetenufer“.
Entstanden ist er aus dem  Ideenwettbewerb im Rahmen der umfangreichen Stadterneuerungsmaßnahme zur Entwicklung der Innenstadt „Wir machen Mit(te)“. Den Vorschlag machte Christian Gruber, die Umsetzung erfolgte durch den Metallbauer Klaus Osterholt. Dem Ideengeber ging es ausschließlich darum, die tatsächlichen Größen- und Abstandsverhältnisse im Sonnensystem erfahrbar zu machen. Bei den Stelen gibt es keine weiteren Informationen über die einzelnen Planeten. Auch die Tafel an der Sonne enthält lediglich eine Projektion der Planetenbahnen des Modells auf einen Stadtplan. 
Als Besonderheit sind die Stelen jeweils mit den Worten aus dem Merkspruch „Mein Vater Erklärt Mir Jeden Sonntag Unsere Natur“ versehen. Dieser 3,2 km lange „Satz in der Landschaft“ wird nicht erklärt und soll vom Wanderer oder Radfahrer enträtselt werden.